# Geissorhiza outeniquensis
Geissorhiza outeniquensis ist eine Pflanzenart aus der  Familie der Schwertliliengewächse (Iridaceae).  

## Beschreibung
Es handelt sich um 20 bis 50 Zentimeter lange, ausdauernde, krautige Pflanzen, die meist hängend oder liegend wächst und Horste bildet. Die Knolle ist abgeflacht-rundlich, symmetrisch, hat einen Durchmesser von 6 bis 8 Millimeter und ist mehrlagig vollständig konzentrisch aufgebaut. Sie ist hellbraun, papieren und weich und zerfällt leicht.
Ein Niederblatt fehlt. Die vier bis mehreren, liegenden bis hängenden Blätter sind 3 bis 6 Millimeter breit, linealisch und reichen bis zum Ansatz der Ähre. Zumindest die untersten zwei Blätter sind bodenständig, die oberen werden kleiner, setzen am Stängel an und ähneln Tragblättern.  
Der Stängel ist liegend und unverzweigt. Der Blütenstand ist eine zwei- bis vierblütige Ähre, die Tragblätter sind 16 bis 20 (selten bis 24) Millimeter lang, sind krautig, werden aber am oberen Teil annähernd häutig (die inneren sind leicht kürzer als die äußeren). Die Blüten sind zygomorph, herabhängend, rosa bis violett mit dunklen Markierungen am Ansatz der unteren Blütenhüllblätter und violett auf der Rückseite. Die Blütenröhre ist 10 bis 13 Millimeter lang, zylindrisch und so lang oder etwas länger als die Tragblätter, die Blütenhüllblätter sind 26 bis 32 Millimeter lang, 10 bis 14 Millimeter breit und länglich-rund. Die Staubblätter sind 15 bis 20 Millimeter lang und von gleicher Form, die Staubbeutel 6 bis 8 Millimeter lang, der Pollen gelb. Der Fruchtknoten ist rund 5 Millimeter lang, der Griffel teilt sich auf Höhe der Spitze der Staubbeutel, die einzelnen Verzweigungen sind 3 bis 4 Millimeter lang und zurückgebogen.
Die Chromosomenzahl beträgt 2n=26. Blütezeit ist von Dezember bis Januar.

## Verbreitung
Geissorhiza outeniquensis findet sich in Südafrika ausschließlich in den Outeniqua-Bergen an beschatteten, wassernahen Standorten.

## Systematik
Geissorhiza outeniquensis gehört zur Sektion Weihea in der Untergattung Weihea. Das Art-Epitheton verweist auf den Standort.

## Nachweise
- Peter Goldblatt: Systematics of the Southern African Genus Geissorhiza (Iridaceae-Ixioideae). In: Annals of the Missouri Botanical Garden. Vol. 72, No. 2, 1985, S. 277–447